# Крижицький Георгій Костянтинович
Гео́ргій Костянти́нович Крижи́цький (нар. 20 квітня (2 травня) 1895, Санкт-Петербург — пом. 1975, Москва) — український театральний режисер, театрознавець, критик, педагог, автор книг і підручників з театрального мистецтва.

## Життєпис
Народився 20 квітня 1895 року в Санкт-Петербурзі в родині українського художника Костянтина Крижицького. Мама Георгія була випускницею Київського музичного училища.
1905—1912 років навчався на реальному відділенні головного німецького училища святого Петра (Петрішуле).
1912 року вступив на філологічний факультет Санкт-Петербурзького університету.
1917 року перевівся на аналогічний факультет Київського університету, який закінчив 1919 року.
1918 року Г. К. Крижицьким та Є. П. Дерев'янком-Просвєтовим у Києві було засновано Драматичну консерваторію, але незабаром її закрили.
1919 року у Києві разом з Володимиром Сладкопєвцевим заснував Театральну академію, в якій викладав акторську майстерність. Театральна академія була створена ними під егідою кооперативного Товариства соборної творчості «Взыскующие града», яке з весни і до кінця 1919 року (при владі більшовиків, а потім денікінців) займалося у Києві розвитком театру, кіно, літератури й журналістики.
У Києві був членом міської художньої ради у складі якої також були Лесь Курбас, Олександр Загаров, Станіслава Висоцька та інші знані театральні діячі. 1919 року завідував репертуарним відділом Всеукраїнського театрального комітету Наркомосу УСРР (ВУТЕКОМ) у Києві. Репертуарний відділ складався з української, російської, польської та єврейської секцій. До розробленого відділом репертуарного списку увійшло більше 200 п'єс російської, української та західної класики.
1920 року переїхав до Одеси, де очолив театральний сектор Одеського губкому народної освіти.
На початку 1920-х років був режисером в театрах «Червоний факел» (Одеса), «Теревсат», а в Державному театрі комічної опери (Петроград) режисував разом з К. О. Марджановим.
1921 року спільно з Г. М. Козінцевим, Л. З. Траубергом і С. Й. Юткевичем виступив з маніфестом «Ексцентризм», який став теоретичною платформою Фабрики ексцентричного актора (ФЕКС).
1924—1928 — працював у петроградському театрі «Криве дзеркало».
1928 розу заснував Ленінградський дім лялькового театру.
1933 року був заарештований у так званій «справі ленінградських гомосексуалів», звинувачений у «контрреволюційній діятельності» та шпіонажі.
1934 року був засуджений на 10 років.
1938—1943 — художній керівник і головний режисер Марійського державного драматичного театру у Йошкар-Олі. Там він поставив «Без вини винні» О. Островського, «Вишневий сад» А. П. Чехова.
1942 став одним із засновників Республіканського театру ляльок (Йошкар-Ола).
Наприкінці 1944 року очолив Кіровський драматичний театр, де поставив п'єсу В. О. Соловйова «Великий государ» (про Івана Грозного), комедію Шекспіра «Приборкання норовливої», драму Джона Бойнтона Приітлі «Він прийшов».
У Кіровському театрі ляльок поставив «Дон Кіхота» Сервантеса і «Мандри Гуллівера» Джонатана Свіфта.
1949—1956 — художній керівник і педагог на заочних театральних курсах Всеросійського будинку народної творчості ім. Н. Крупської.
Наступні роки життя присвятив театральній критиці, написав десятки книг і брошур, присвячених видатним театральним діячам та їх постановкам у першій половині XX століття.
Помер 1975 року в Москві.

## Твори
українською
- Випереджаючи час / Георгій Костянтинович Крижицький (упорядник видання Петро Перепилиця) — К.: Мистецтво, 1984. — 159 с.

російською
- 1919 — театральні рецензії у першій і єдиній книжці журналу російської секції ВСЕУКРЛІТКОМу «Зори»
- 1921 — Театры Киева и Одессы / Г. К. Крижицкий // Жизнь искусства, 1921. № 818, 22 ноября.
- 1922 — Философский балаган: театр наоборот. — Петербург: Третья стража, 1922 — 32 с.; 1962[11]
- 1922 — Эксцентризм / Григорий Козинцов, Георгий Крыжицкий, Леонид Трауберг, Сергей Юткевич. — 1922.
- 1922 — Константин Александрович Варламов 1848—1915/ Петроград: Vista de fragmentos, 1922
- 1927 — Судьба художника: Воспоминания о К. Я. Крыжицком, П.: 1927; Киев: Мистецтво, 1966.
- 1927 — Экзотический театр: Ява, Индо-Китай, Турция, Персия, Корея, М.: 1927, 1955
- 1928 — Режиссерские портреты / Предисл. С. А. Воскресенского. М.; Л.: Теакинопечать, 1928, 1946
- 1946 — К. А. Марджанов и русский театр, Л.: 1946
- 1946 — Константин Александрович Марджанов (Котэ Марджанишвили), 1873—1933 / Г. Крыжицкий / Москва: Искусство, 1946, 1958
- 1946 — К. А. Варламов, М.-Л., 1946
- 1953 — Беседы о режиссуре, М., 1953 (співавтор С. Жмудський)
- 1955 — О системе Станиславского / Издание 2-е, переработанное и дополненное / Москва: Государственное издательство культурно-просветительной литературы, 1955, 1965
- 1958 — Немирович-Данченко о работе над спектаклем: популярныий очерк, М.: 1958
- 1958 — Мамонт Дальский. Л., М., 1958, 1965
- 1958 — Варвара Стрельская, М.: 1958, 1970